# Industrieviertel
Industrieviertel er et regionalt område i den østrigske delstat Niederösterreich. Mod nord afgrænses området af Wien og Weinviertel, mod øst af Burgenland, mod syd af Steiermark og mod vest af Mostviertel. 

## Geografi
Niederösterreich er inddelt i fire regioner, og udover Industrieviertel er det Weinviertel, Mostviertel og Waldviertel. Inddelingen har ingen administrativ eller politisk betydning.

### Distrikter
Følgende distrikter ligger i Industrieviertel:
- Neunkirchen
- Wiener Neustadt-Land
- Wiener Neustadt (Statutarby)
- Baden
- Bruck an der Leitha
- Mödling
- Wien-Umgebung

## Erhverv
Navnet Industrieviertel kommer af områdets mange råstofforekomster, såsom træ, jern og kul, som allerede tidligt under industrialiseringen fik stor betydning for områdets erhvervsmæssige udvikling.